# Zobnatica
Zobnatica (en serbe cyrillique : Зобнатица ; en hongrois : Andrásnépe) est un village de Serbie situé dans la province autonome de Voïvodine. Il fait partie de la municipalité de Bačka Topola dans le district de Bačka septentrionale. Au recensement de 2011, il comptait 237 habitants.
Zobnatica est située à 5 km de Bačka Topola, sur les bords de la Krivaja.

## Présentation
Une localité située à l'emplacement du village est mentionnée au XVe siècle. Le nom de Zobnatica apparaît pour la première fois dans un document écrit en 1743.
Depuis deux siècles, Zobnatica est réputée pour l'élevage des chevaux. Aujourd'hui, c'est une localité touristique qui abrite un musée consacré au cheval et offre de nombreuses possibilités d'excursions équestres. Près de Zobnatica, un barrage sur la Krivaja a créé un lac artificiel de 5,5 km de long, le lac de Zobnatica. Le lac et ses abords constituent un cadre privilégié pour le tourisme.

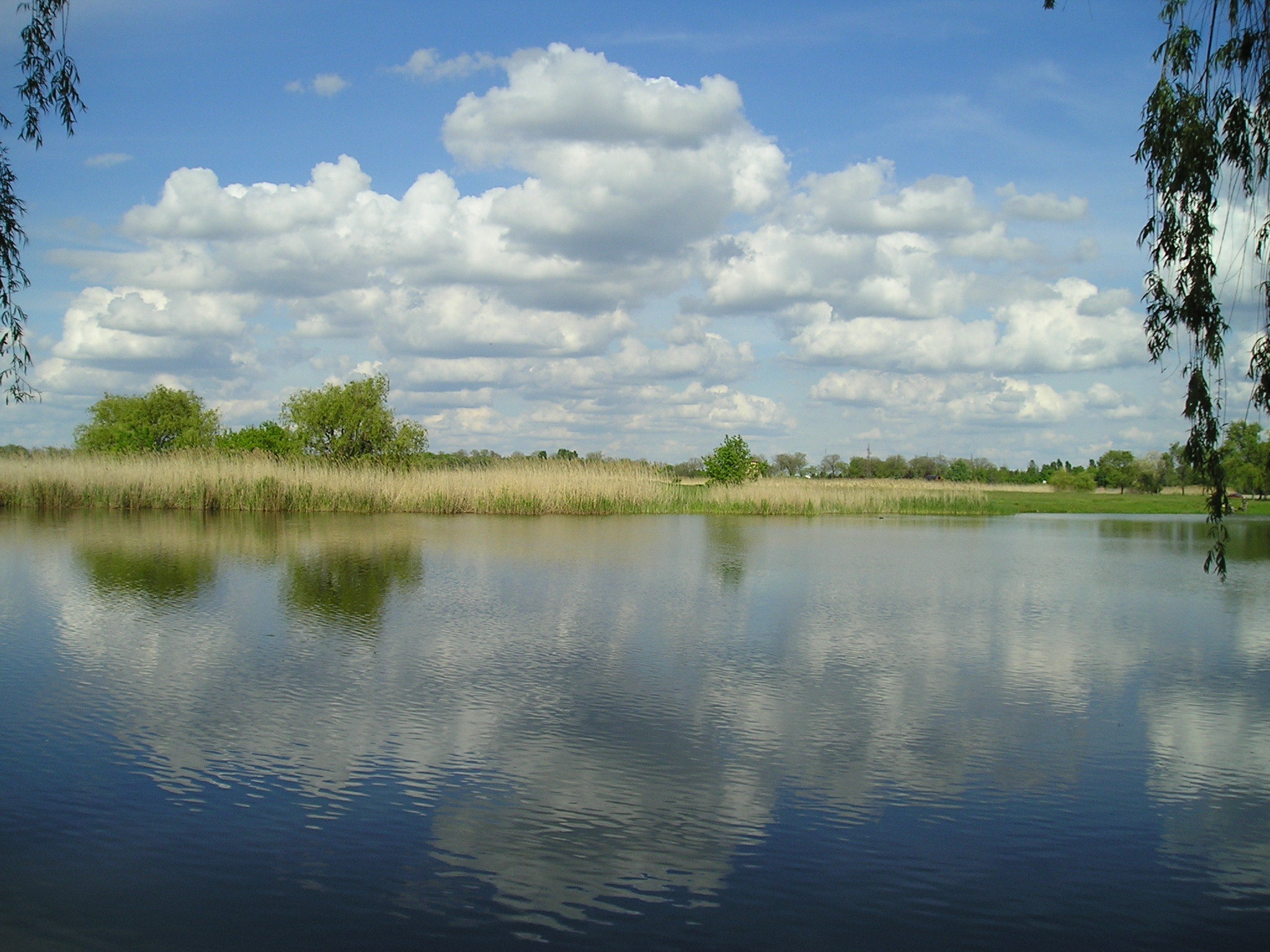
Le lac de Zobnatica

La localité abrite un château, construit en 1882 ; il est aujourd'hui transformé en hôtel.

## Démographie

### Évolution historique de la population
| 1948  | 1953 | 1961 | 1971 | 1981 | 1991 | 2002 | 2011 |
| ----- | ---- | ---- | ---- | ---- | ---- | ---- | ---- |
| 1 042 | 691  | 927  | 829  | 573  | 388  | 309  | 237  |

|  |